# جيمس ك. ك. بلاك
جيمس ك. ك. بلاك (بالإنجليزية: James C. C. Black)‏ هو محامي وسياسي أمريكي، ولد في 9 مايو 1842، وتوفي في 1 أكتوبر 1928 في أوغستا في الولايات المتحدة. حزبياً، نشط في الحزب الديمقراطي. وقد انتخب عضو مجلس نواب جورجيا وانتخب عضو مجلس النواب الأمريكي.